# 圣索菲亚-德皮罗
圣索菲亚-德皮罗（義大利語：Santa Sofia d'Epiro），是意大利科森扎省的一个市镇。总面积39平方公里，人口2966人，人口密度76.1人/平方公里（2009年）。ISTAT代码为078133。